# Culicoides bolitinos
Culicoides bolitinos är en tvåvingeart som beskrevs av Meiswinkel 1989. Culicoides bolitinos ingår i släktet Culicoides och familjen svidknott. Inga underarter finns listade i Catalogue of Life.